# Volta a Indonèsia
La Volta a Indonèsia era una cursa ciclista indonèsia per etapes que es disputa a principi de temporada. Creada el 2004, formà part de l'UCI Asia Tour amb una categoria actual de 2.2. L'any 2007 no es disputà, ni tampoc entre el 2012 i el 2017.

## Palmarès
| Any       | Vencedor               | Segon                    | Tercer                |
| --------- | ---------------------- | ------------------------ | --------------------- |
| 2004      | Nathan Dahlberg        | Amin Suryana             | Wong Ngai Ching       |
| 2005      | Hossein Askari         | Paul Griffin             | Viatxeslav Diaditxkin |
| 2006      | David McCann           | Viatxeslav Diaditxkin    | Mostafa Seyed         |
| 2007      | No disputada           |                          |                       |
| 2008      | Ghader Mizbani Iranagh | Amir Zargari             | Hossein Jahabanian    |
| 2009      | Mahdi Sohrabi          | Ghader Mizbani Iranagh   | Andrei Mizúrov        |
| 2010      | Herwin Jaya            | Fatahilah Abdulah        | Edmund Hollands       |
| 2011      | Eric Sheppard          | Christoph Springer       | Chun Hing Chan        |
| 2012-2017 | No disputada           |                          |                       |
| 2018      | Ariya Phounsavath      | Peerapol Chawchiangkwang | Jokin Etxabe          |
| 2019      | Thomas Lebas           | Angus Lyons              | Jeroen Meijers        |